# Khumbu
 (août 2025).
Si vous disposez d'ouvrages ou d'articles de référence ou si vous connaissez des sites web de qualité traitant du thème abordé ici, merci de compléter l'article en donnant les références utiles à sa vérifiabilité et en les liant à la section « Notes et références ».
Le Khumbu est une des trois régions du Népal avec le Solu et le Pharak qui compose la zone de peuplement principal des Sherpas dans l'Himalaya,. Il fait partie du district de Solukhumbu et inclut le village de Namche Bazar.

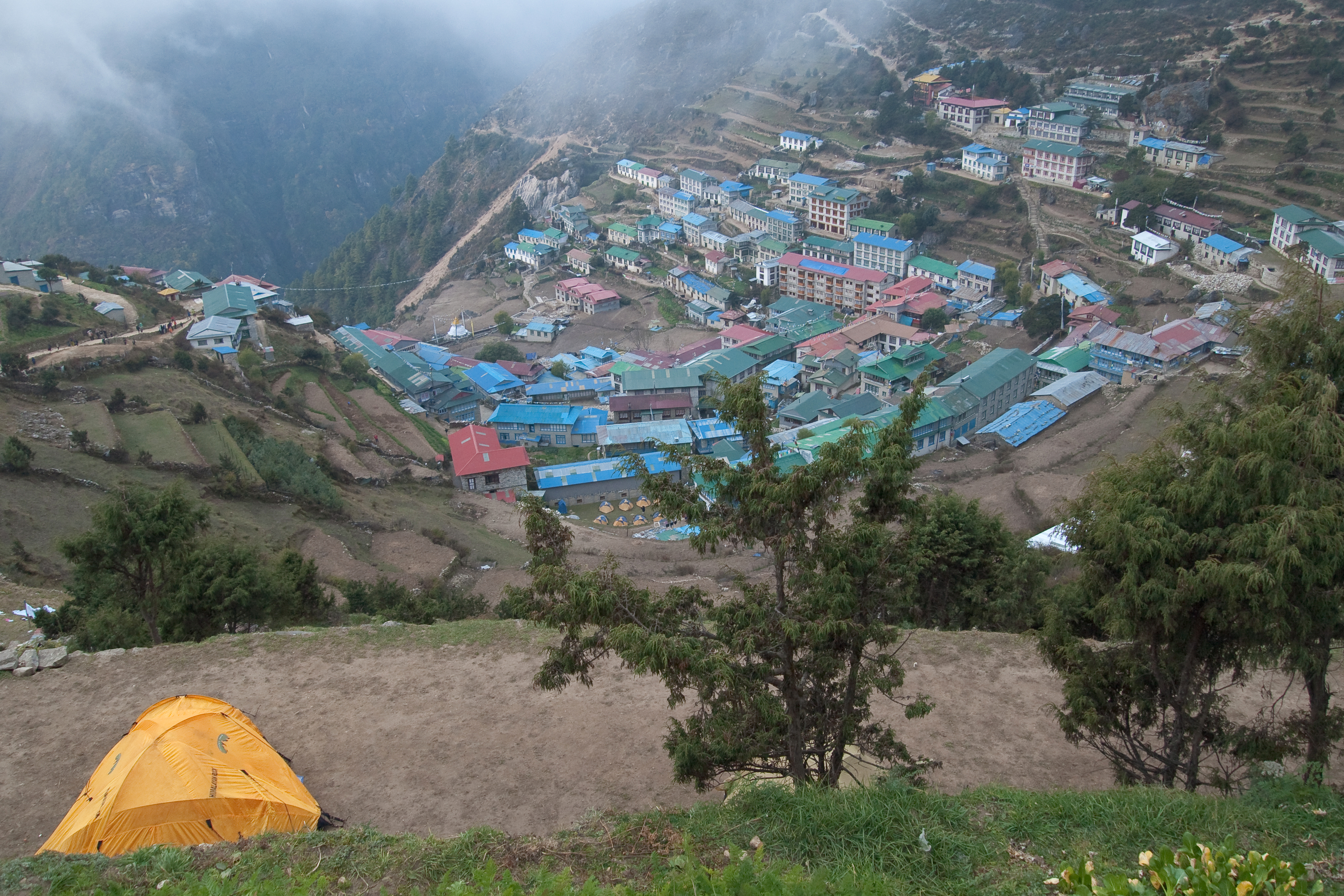
Namche Bazar
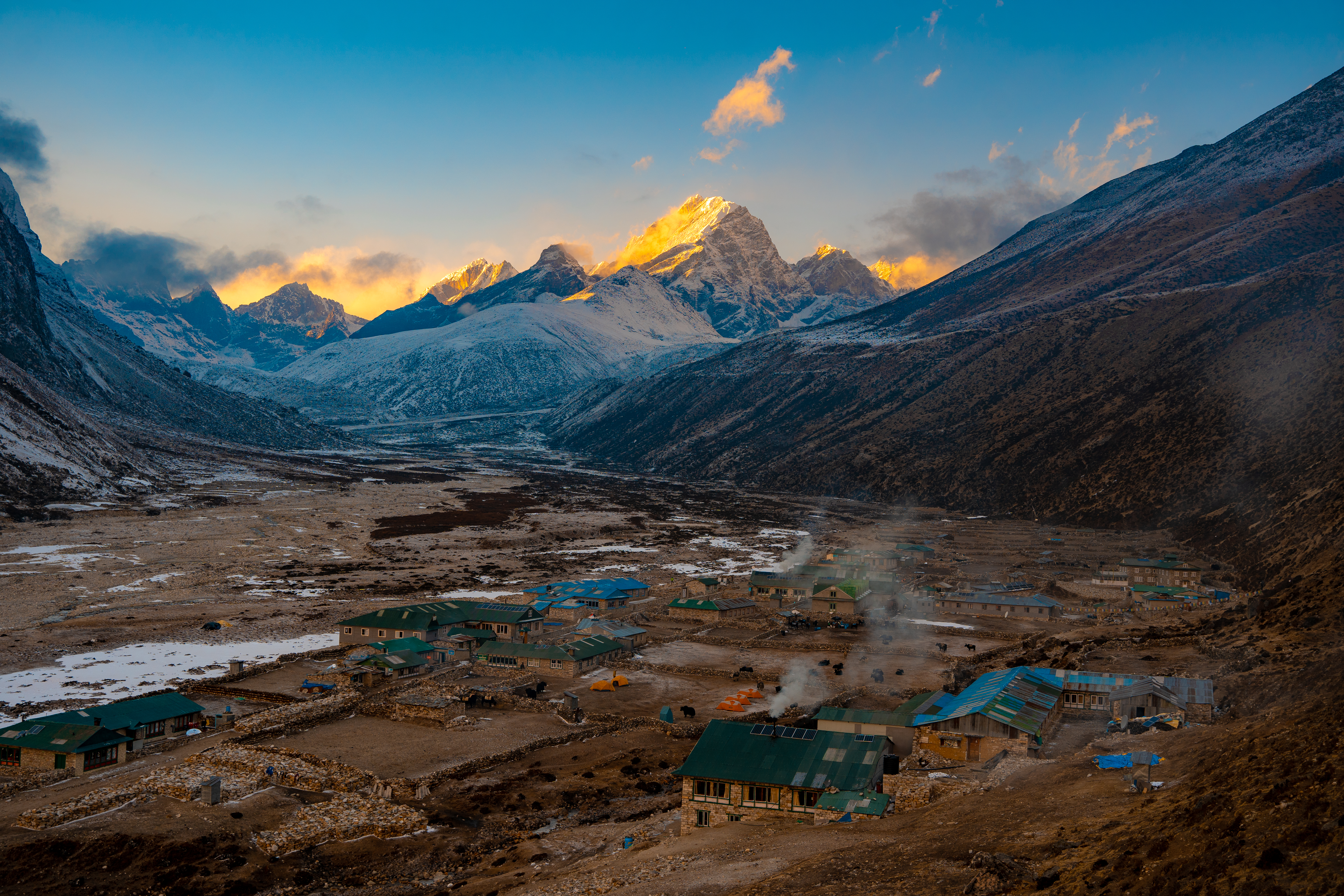
Le village de Pheriche, dans le Khumbu. Mars 2019.
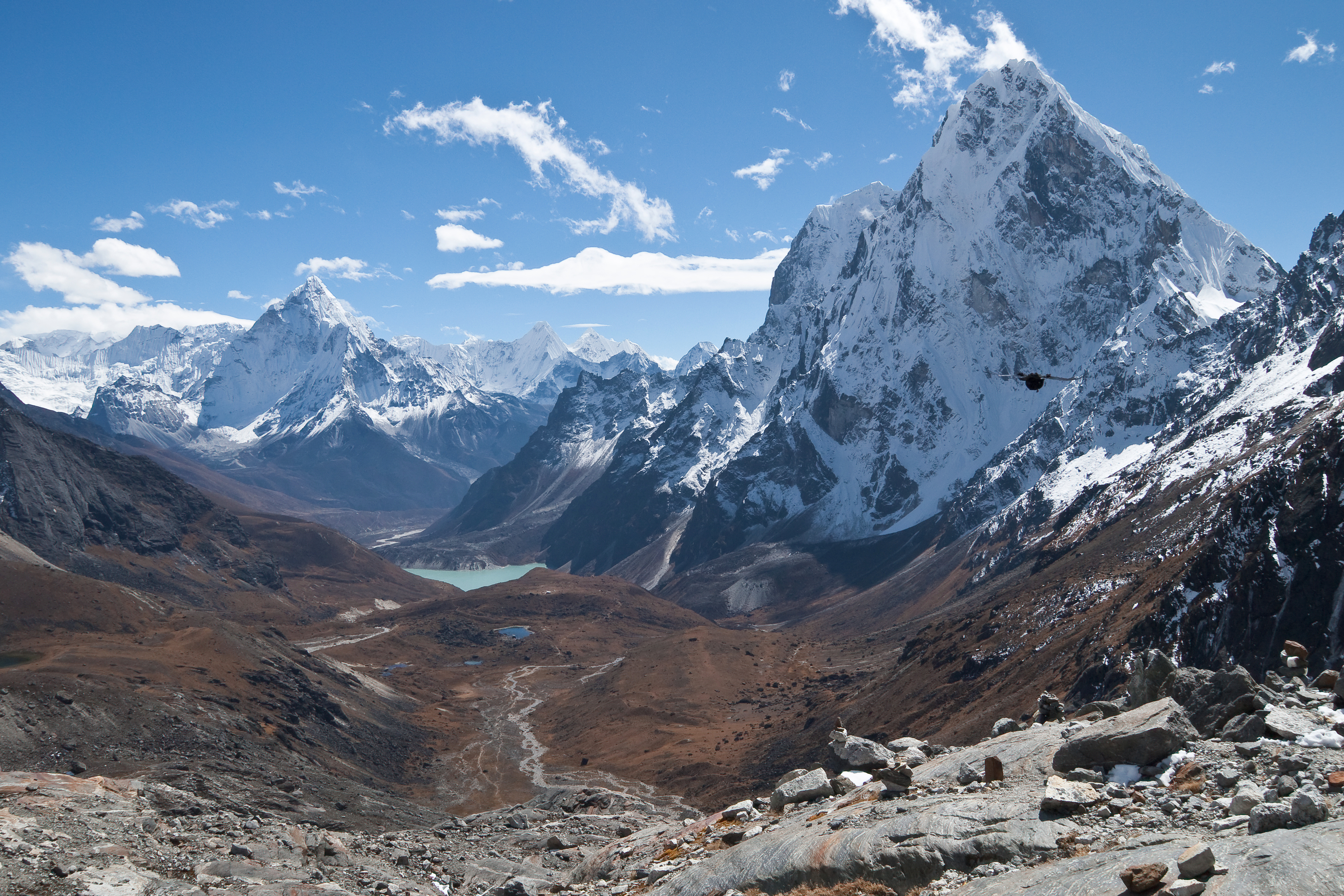
Dans le Khumbu, le sommet du Cholatse vu depuis la passe de Cho, plus loin dans la perspective du petit lac le sommet d'Ama Dablam. Quelques nuages cirrus dans le ciel bleu. Octobre 2009.
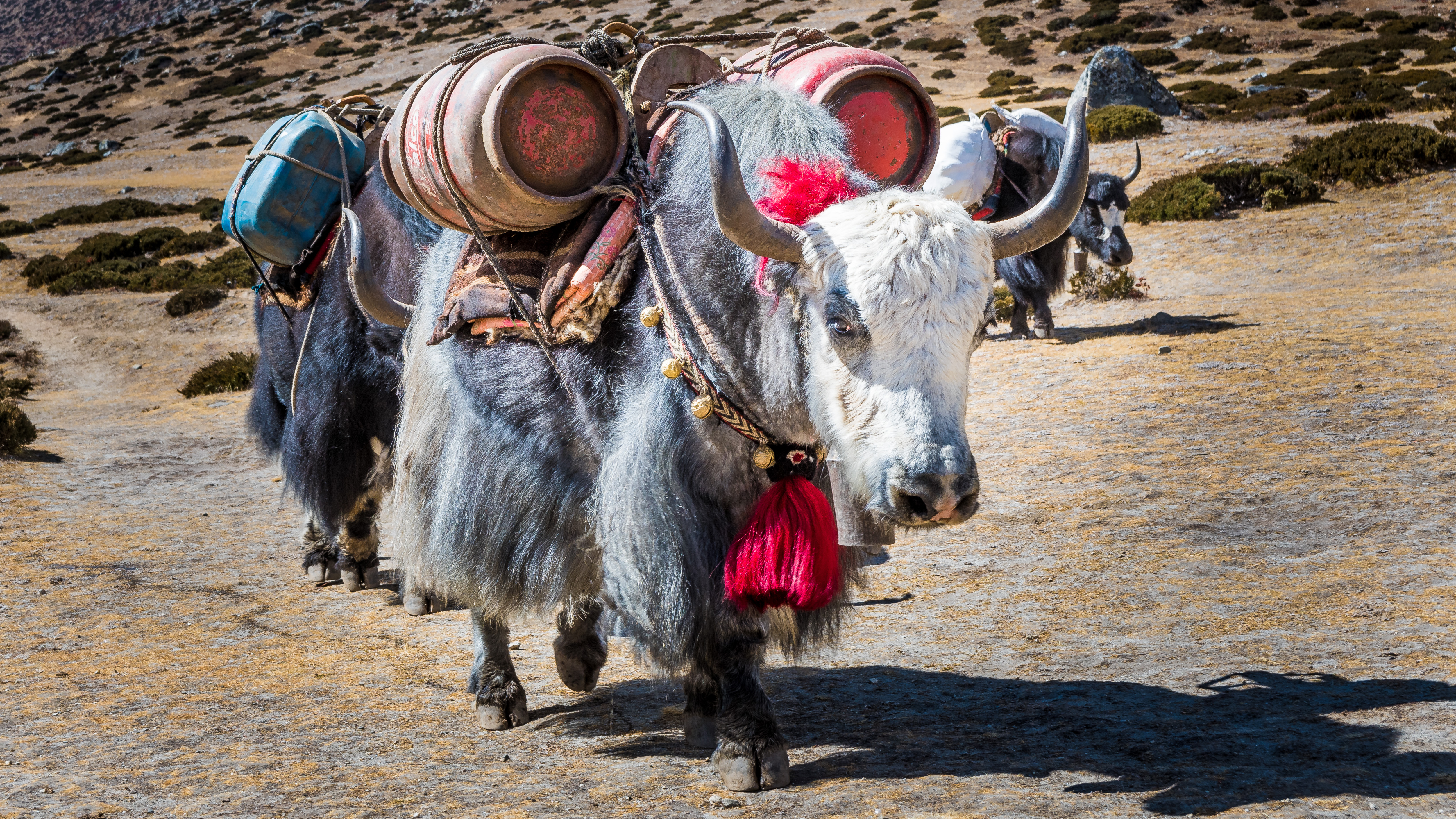
Exploitation d'un Yack au Khumbu. Novembre 2018.

La région, du fait de sa position au cœur de l'Himalaya, s'élève de 3 300 mètres à 8 848 mètres à l'Everest. Le parc national de Sagarmatha occupe une grande partie du nord de la région.
Le col de Nangpa La sert de route principale d'échange entre les Tibétains et les Sherpas du Khumbu.
Le Khumbu est également un glacier, à l'origine de la rivière Dudh Kosi, situé au sud-ouest de l'Everest.